# École communale des garçons
L’école communale des garçons, ou Städtischen Knaben Schule, est située dans le quartier Saint-Eucaire, 6 Rue de l'Épaisse Muraille, à Metz.

## Contexte historique
Pendant l’annexion, Metz se transforme sous l’action des autorités allemandes qui décident de faire de son urbanisme une vitrine de l’empire wilhelmien. L’éclectisme architectural se traduit par l’apparition de nombreux édifices de style néoroman, tels la poste centrale, le temple Neuf ou une nouvelle gare ferroviaire ; de style néogothique tels le portail de la cathédrale et le temple de Garnison, ou encore de style néorenaissance tel le palais du Gouverneur. L’école de style néo-Renaissance allemande de Conrad Wahn illustre cette politique de germanisation par l’architecture, déployée par Guillaume II pour asseoir son emprise sur la ville.

## Construction et aménagements
Dans son projet de 1890, Conrad Wahn conçoit un établissement scolaire de dimensions moyennes, pour les élèves de confession protestante, nombreux à Metz du fait de l’annexion allemande. L’architecte de la ville de Metz projette un édifice de style néo-Renaissance allemande, en pierre de Jaumont et en moellons enduits, posé sur un soubassement de basalte. Les murs de l’édifice quadrangulaire sont percés de larges baies, pour laisser pénétrer un maximum de lumière. Les fenêtres sont surmontées de frontons au second niveau.

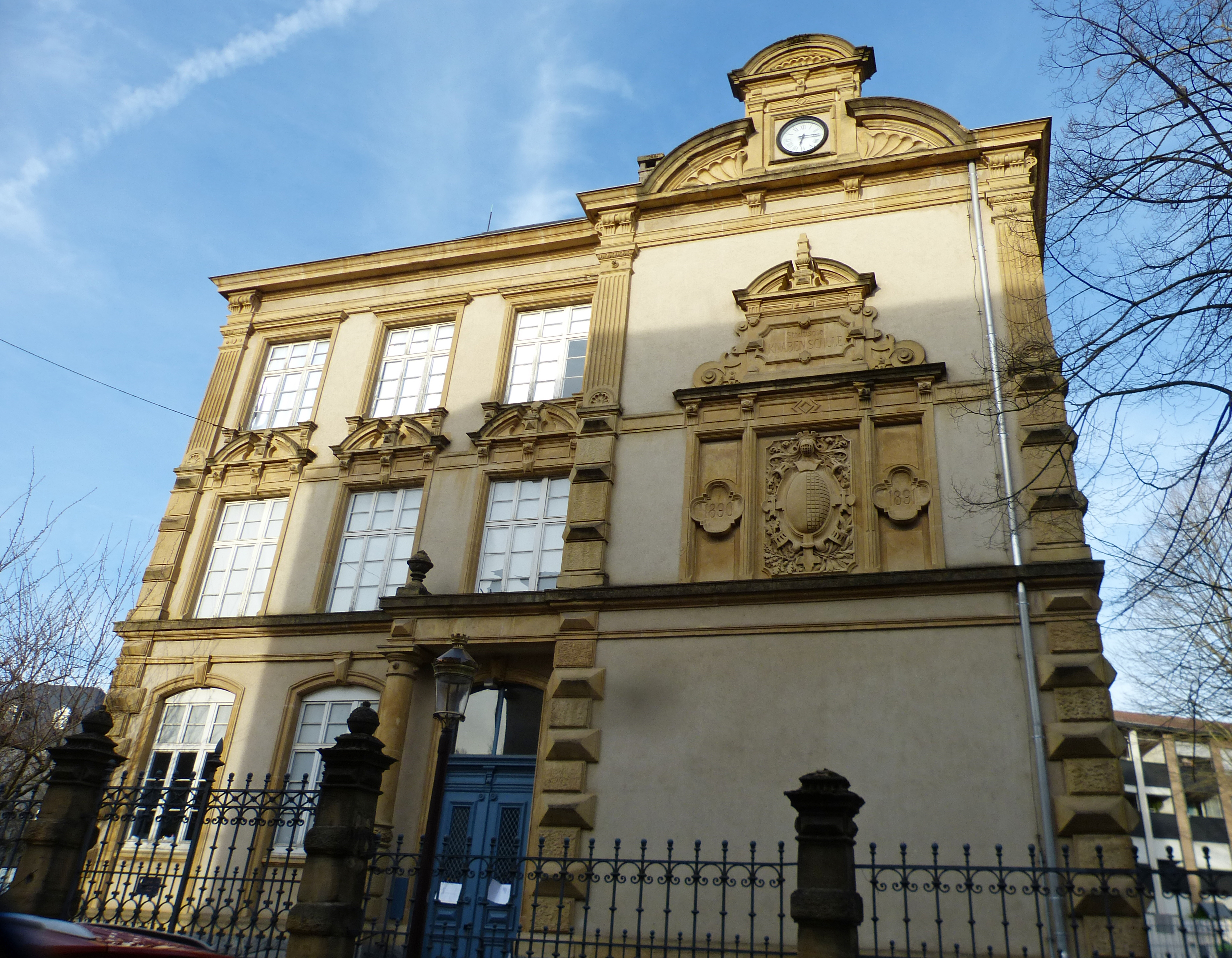
La façade latérale avec les sculptures (2021)

Du côté de l’entrée, un écu ovale portant le blason de la ville de Metz surmonté d’un heaume, est encadré par deux quadrilobes indiquant les dates de construction et d'achèvement de l'édifice. L'ensemble est surmonté d'un fronton renaissance portant l'inscription Städtische Knaben Schule, « École communale des garçons ».
L’édifice, doté de douches et d’un chauffage central, est à la fois fonctionnel et esthétique. Il servira de modèle aux autres établissements scolaires de Metz, et inspirera notamment la Volksschule du boulevard Paixhans.

## Affectations successives
L’école est reprise par la France en 1919. L'édifice, toujours destiné à l’enseignement, reçoit aujourd’hui l'école élémentaire publique Saint-Eucaire.

## Galerie photographique

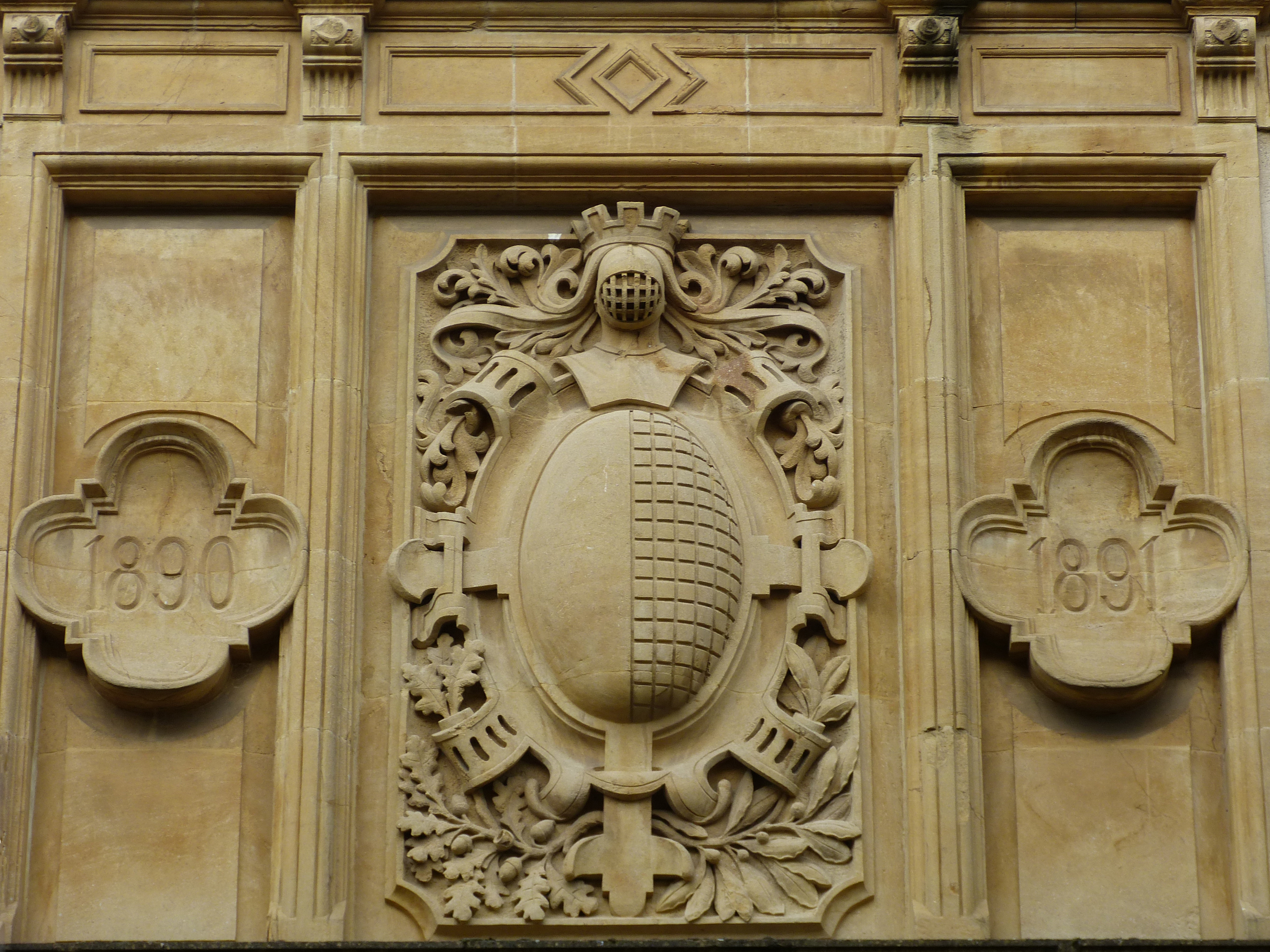
Écu ovale avec le blason de la ville de Metz avec les deux quadrilobes indiquant les dates
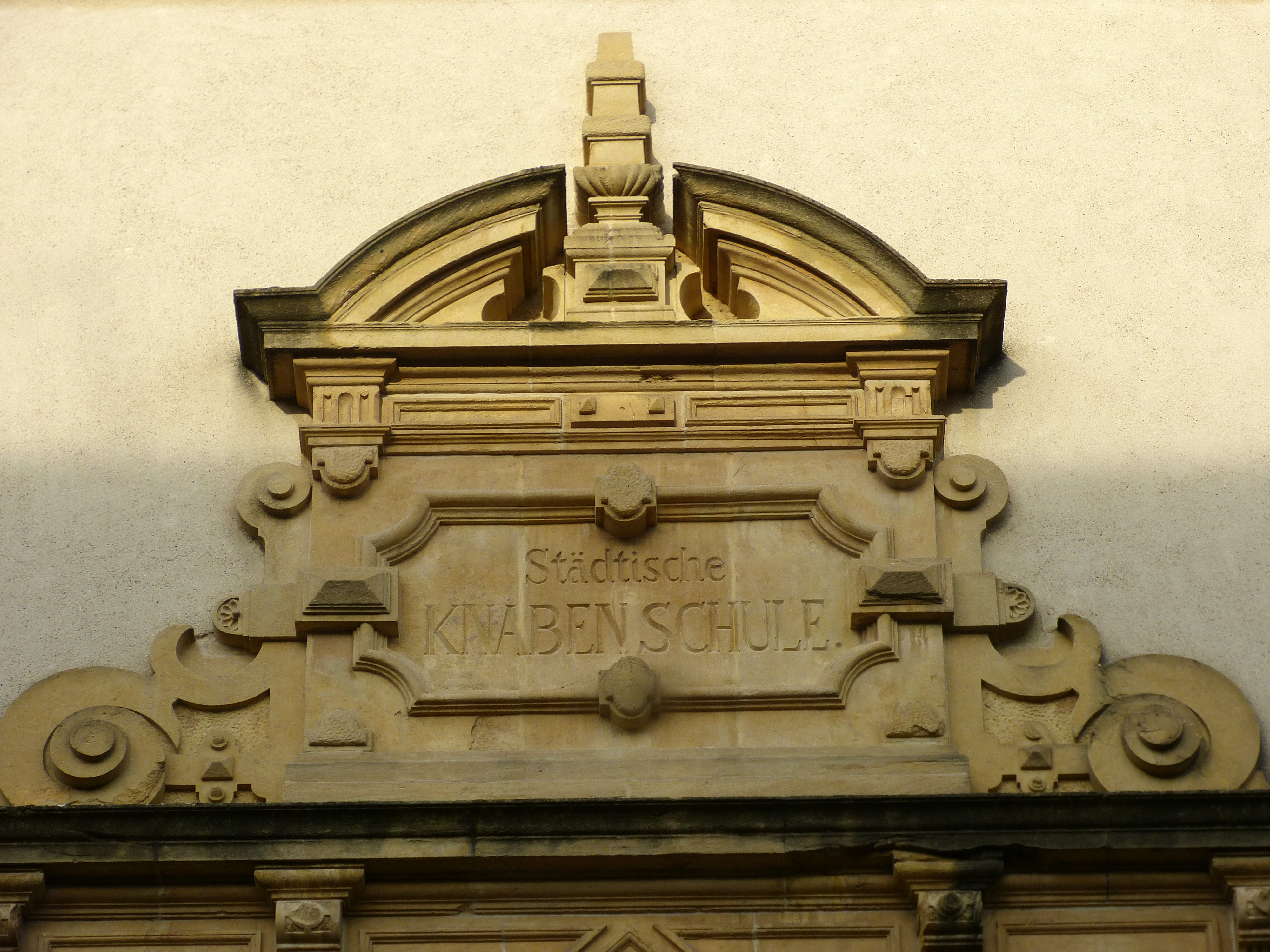
Fronton avec l'inscription Städtische Knaben Schule, « École communale des garçons »
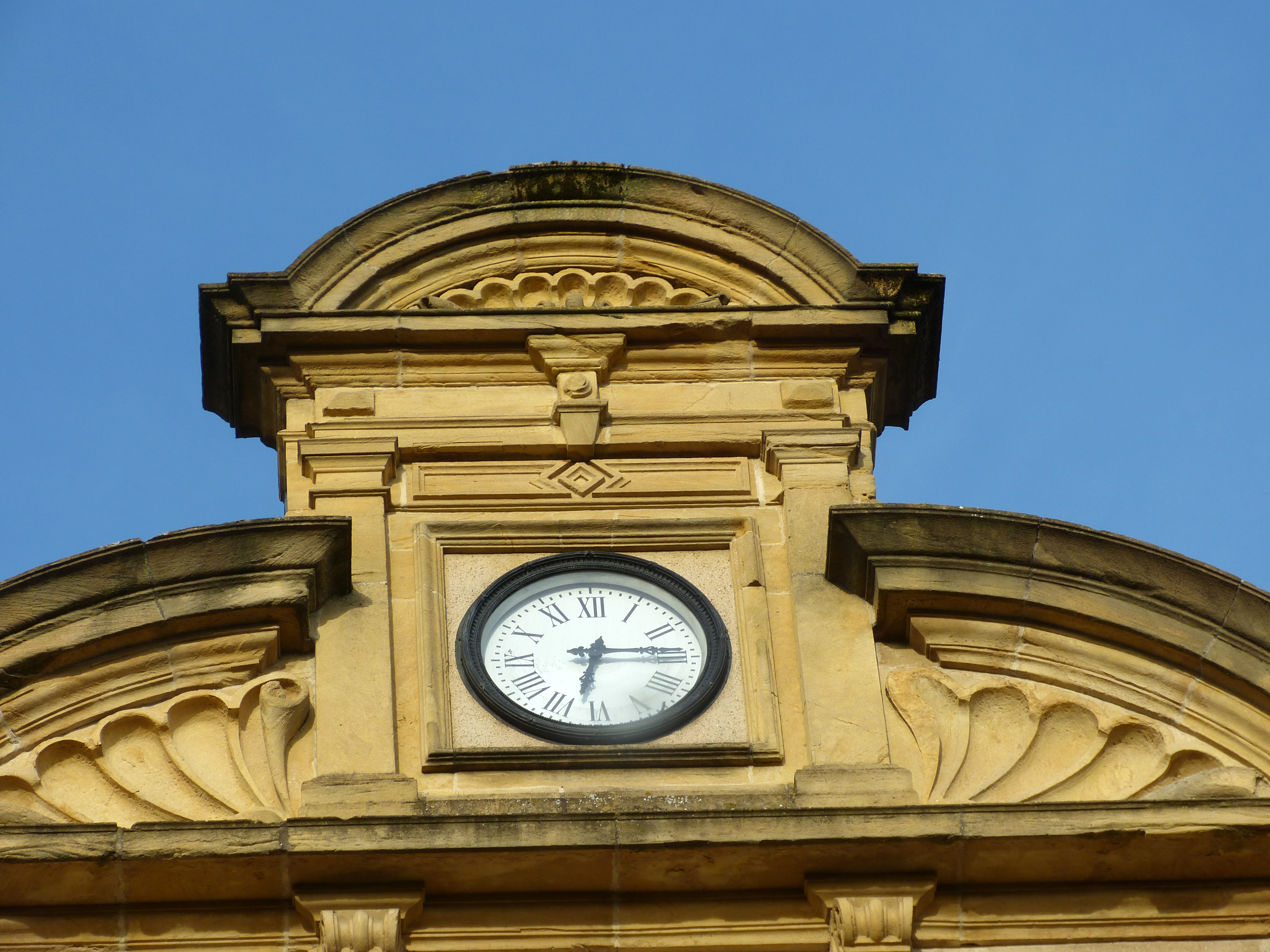
Horloge et fronton de la façade latérale
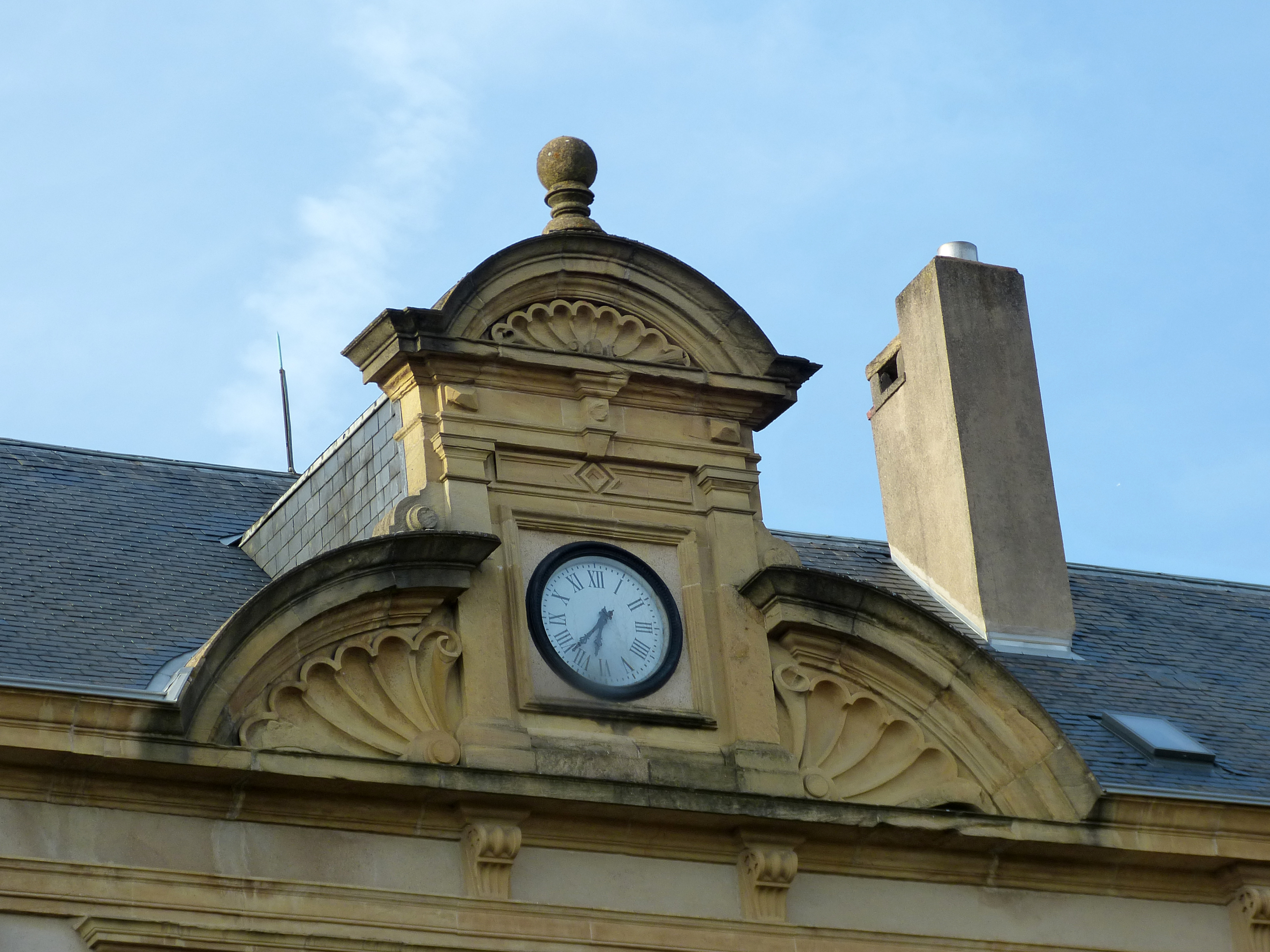
Horloge et fronton de la façade principale